# ریکاردو کاپلینی
ریکاردو کاپلینی (انگلیسی: Riccardo Capellini؛ زادهٔ ۱ مارس ۲۰۰۰) بازیکن فوتبال اهل ایتالیا است.
از باشگاه‌هایی که در آن بازی کرده‌است می‌توان به باشگاه فوتبال یوونتوس اشاره کرد.